# 朱慈炤 (明榮王)
榮王朱慈炤（？—？），是榮憲王朱由朽嫡第一子，明朝第二次封第六代榮王。朱慈炤於崇禎五年（1632年）襲封榮王，他在位十二年。
崇禎十七年（1644年），張獻忠攻入湖南時，朱慈炤奉母親姚氏逃到辰溪，不知所終，未知南明朝廷有否補上諡號，後來由其叔朱由楨嗣位。